# Tweede Kamerverkiezingen 2017/Kandidatenlijst/Vrijzinnige Partij
Dit is de lijst van kandidaten van de Vrijzinnige Partij voor de Nederlandse Tweede Kamerverkiezingen van 15 maart 2017, zoals deze op 3 februari 2017 werd vastgesteld door de Kiesraad. De partij zal meedoen in alle kieskringen met uitzondering van kieskring 20 (Bonaire).

## Achtergrond
Op 27 september 2016 maakte de Vrijzinnige Partij haar kieslijst bekend. De lijsttrekker werd onafhankelijk Tweede Kamerlid Norbert Klein.

## De lijst
1. Norbert Klein – 1.819
2. Marie-Louise Loomans – 475
3. Maarten Wienbelt – 59
4. Artemis Westenberg – 147
5. Harry Haddering – 82
6. Wouter Smit – 49
7. Ruud Lammers – 29
8. Gerard Kuijpers – 32
9. Yohan Byrde – 75
10. Antoon Huigens – 30
11. Dino Seelig – 46
12. Martin Vorswijk – 54
13. Jeroen Zandberg – 28
14. Lucas Stassen – 69

VVD · PvdA · PVV · SP · CDA · D66 · ChristenUnie · GroenLinks · SGP · Partij voor de Dieren · 50PLUS · OndernemersPartij · VNL · DENK · Nieuwe Wegen · Forum voor Democratie · De Burger Beweging · Vrijzinnige Partij · GeenPeil · Piratenpartij · Artikel 1 · Niet Stemmers · Libertarische Partij · Lokaal in de Kamer · Jezus Leeft · StemNL · Mens en Spirit/Basisinkomen Partij/V-R · Vrije Democratische Partij